# Tayseer Jabari
Tayseer Jabari (tiếng Ả Rập: تيسير الجعبري; 18 tháng 1 năm 1972 - 5 tháng 8 năm 2022) là một chiến binh Hồi giáo người Palestine, từng là thủ lĩnh quân sự trong Phong trào Thánh chiến Hồi giáo ở Palestine sau vụ ám sát Baha Abu al-Ata vào năm 2019, và phụ trách vũ khí chống tăng. Ông bị ám sát khi bắt đầu Chiến dịch Breaking Dawn vào ngày 5 tháng 8 năm 2022.

## Tham khảɒ
1. ↑  "مصادر فلسطينية: سرايا القدس تختار تيسير الجعبري بديلًا لبهاء أبو العطا" [Palestinian sources: Al-Quds Brigades choose Tayseer Al-Jabari as a replacement for Baha Abu Al-Atta]. I24news (bằng tiếng Ả Rập). Truy cập ngày 5 tháng 8 năm 2022.
2. ↑  "אחראי מערך הנ"ט ועל הקשר עם חמאס: זה בכיר הג'יהאד שישראל התנקשה בחייו" [The person in charge of the anti-tank system and the connection with Hamas: this is the senior jihadist whose life Israel assassinated]. הארץ (bằng tiếng Do Thái). Truy cập ngày 5 tháng 8 năm 2022.
3. ↑  אוסמו, ליעד; ערביד, אייל (ngày 5 tháng 8 năm 2022). "יורשו של בהא אבו אל-עטא חוסל בדירת מסתור. מנהיג הארגון: "הולכים ללחימה"" [The successor of Baha Abu al-Ata was killed in a hiding place. The leader of the organization: "Going to fight"]. Ynet (bằng tiếng Do Thái). Truy cập ngày 5 tháng 8 năm 2022.
4. ↑  "Chỉ huy thứ 2 của phong trào 'Thánh chiến Hồi giáo' ở Gaza thiệt mạng". Báo Thanh Niên. ngày 7 tháng 8 năm 2022. Truy cập ngày 7 tháng 8 năm 2022.
5. ↑  "Chỉ huy Thánh chiến Hồi giáo bị ám sát ở Dải Gaza". znews.vn. ngày 7 tháng 8 năm 2022. Truy cập ngày 7 tháng 8 năm 2022.